# Katedra św. św. Wawrzyńca i Elżbiety w Rotterdamie
Katedra świętego Wawrzyńca i świętej Elżbiety w Rotterdamie (niderl. HH. Laurentius- en Elisabethkathedraal) – od 1967 r. świątynia katedralna diecezji Rotterdam w Holandii. 
Świątynia została zbudowana w stylu neoromańskim w latach 1906-1908, fasada pochodzi z 1920-1922.